# Phyciodes herse
Phyciodes herse är en fjärilsart som beskrevs av Hall 1924. Phyciodes herse ingår i släktet Phyciodes och familjen praktfjärilar. Inga underarter finns listade i Catalogue of Life.